# دانشسرای عالی ایروان
دانشسرای عالی ایروان (روسی: Эриванская учительская семинария) یک مؤسسه آموزشی بود که در اواخر قرن نوزدهم و اوایل قرن بیستم میلادی در شهر ایروان فعالیت داشت.

## تاریخچه
دانشسرای عالی ایروان به تصمیم شورای دولتی امپراتوری روسیه مورخ ۲۰ اکتبر سال ۱۸۸۰ تأسیس شد. مراسم افتتاحیه رسمی مؤسسه در تاریخ ۲۰ نوامبر ۱۸۸۱ صورت گرفت.
این مؤسسه آموزشی که به مدت ۳۷ سال فعالیت کرد، در ۶ اوت ۱۹۱۸ همزمان با مدرسه پسرانه اریوان و مدرسه «اولوخانلی» تعطیل شد.
همانند سایر دارالمعلمین که در قلمرو امپراتوری روسیه فعالیت می‌کردند، تحصیل در دانشسرای عالی ایروان نیز پولی بود. فقط بخش معینی از دانش آموزان با هزینه دولتی درس می‌خواندند. شهریه در سال تحصیلی اول ۲۱۰ منات و در سال‌های تحصیلی بعدی ۱۸۰ منات بود. طبق اطلاعات سال ۱۹۰۷، تنها ۲۰ نفر از ۷۰ دانشجو با هزینه شخصی در اینجا تحصیل می‌گرفتند. بر اساس داده‌هایی که در نسخه سال ۱۹۱۳ نشریه «تقویم قفقاز» آمده‌است، ۴۶ نفر از مجموع ۱۲۸ دانشجوی دانشسرای عالی ایروان روس، ۳۷ تن دیگر ارمنی، ۳۰ نفر آذربایجانی، ۶ نفر گرجی و ۹ نفر دیگر از سایر ملت‌ها بودند.
میرزا جبار محمدزاده، هاشم‌بیگ وزیرف، حمیدبیگ شاه‌تختینسکی و «ابراهیم صفی» از دانش آموختگان نام آشنای دانشسرای عالی ایروان هستند.
در ۲۹ دسامبر سال ۲۰۲۱، رئیس‌جمهور آذربایجان فرمانی جهت برگزاری مراسم ۱۴۰- امین سالگرد تأسیس دانشسرای عالی ایروان امضا کرد.